# شتیتوو
شتیتوو (به چکی: Štítov) یک منطقهٔ مسکونی در جمهوری چک است که در ناحیه روکیتسانی واقع شده‌است. شتیتوو ۲٫۶۱ کیلومتر مربع مساحت و ۶۳ نفر جمعیت دارد و ۵۳۳ متر بالاتر از سطح دریا واقع شده‌است.